# سولفید قلع (II)
سولفید قلع(II) (به انگلیسی: Tin(II) sulfide) با فرمول شیمیایی SnS یک ترکیب شیمیایی است. که جرم مولی آن ۱۵۰٫۷۶ g/mol می‌باشد. شکل ظاهری این ترکیب، پودر به رنگ قهوه ای تیره است.